# Ligne Nankai Kōya
La ligne Nankai Kōya (南海高野線, Nankai Kōya-sen) est une des deux lignes ferroviaires majeures du réseau Nankai dans la région du Kansai au Japon. Elle relie la gare de Shiomibashi à Osaka à celle de Gokurakubashi à Kōya.
C'est une ligne avec un fort trafic de trains de banlieue. Elle permet également l'accès au mont Kōya.

## Histoire
La section entre Shiomibashi et Sayama est ouverte par le chemin de fer Takano entre 1898 et 1900. La ligne est prolongée jusqu'à Kawachinagano en 1902.
Le tronçon Kawachinagano - Mikkaichicho ouvre en 1914 et la ligne est prolongée à Hashimoto l'année suivante. En 1922, la compagnie fusionne avec Nankai, et la section entre Hashimoto et Gokurakubashi ouvre en 1929.

## Caractéristiques

### Ligne
- Longueur : 64,5 km
- Ecartement : 1 067 mm
- Alimentation : 1 500 V par caténaire
- Vitesse maximale : 100 km/h
- Nombre de voies :
  - double voie de Shiomibashi à Hashimoto
  - voie unique de Hashimoto à Gokurakubashi

### Interconnexion

Carte du réseau Nankai ; en vert, la ligne Nankai Kōya

La ligne est interconnectée avec la ligne principale Nankai à Kishinosato-Tamade et tous les trains de la section Kishinosato-Tamade - Gokurakubashi continuent jusqu'à la gare de Namba sur des voies séparées. La section Shiomibashi - Kishinosato-Tamade est exploitée de manière indépendante.
À Nakamozu, la ligne est interconnectée avec la ligne Semboku.

### Liste des gares

#### Namba - Gokurakubashi
| Ligne                   | Numéro | Gare                | Nom japonais | Distance depuis | Distance depuis | Correspondances | Localisation  | Localisation           |
| Ligne                   | Numéro | Gare                | Nom japonais | Shiomibashi     | Namba           | Correspondances | Localisation  | Localisation           |
| ----------------------- | ------ | ------------------- | ------------ | --------------- | --------------- | --- | ------------- | ---------------------- |
| Ligne principale Nankai | NK01   | Namba               | 難波         | -               | 0               | Métro d'Osaka : Midōsuji, Sennichimae, Yotsubashi JR West : Yamatoji (à JR Namba) Kintetsu : Namba (à Osaka-Namba) Hanshin Electric Railway : Namba (à Osaka-Namba) | Osaka         | Préfecture d'Osaka     |
| Ligne principale Nankai | NK02   | Imamiyaebisu        | 今宮戎       | -               | 0,9             | | Osaka         | Préfecture d'Osaka     |
| Ligne principale Nankai | NK03   | Shin-Imamiya        | 新今宮       | -               | 1,4             | JR West : Ligne circulaire d'Osaka, Yamatoji Métro d'Osaka : Midōsuji, Sakaisuji (à Dōbutsuen-mae) Tramway d'Osaka : Hankai                                         | Osaka         | Préfecture d'Osaka     |
| Ligne principale Nankai | NK04   | Haginochaya         | 萩ノ茶屋     | -               | 2,0             | | Osaka         | Préfecture d'Osaka     |
| Ligne principale Nankai | NK05   | Tengachaya          | 天下茶屋     | -               | 3,0             | Métro d'Osaka : Sakaisuji | Osaka         | Préfecture d'Osaka     |
| Ligne Kōya              | NK06   | Kishinosato-Tamade  | 岸里玉出     | 4,6             | 3,9             | Nankai : Nankai | Osaka         | Préfecture d'Osaka     |
| Ligne Kōya              | NK51   | Tezukayama          | 帝塚山       | 5,7             | 5,0             | | Osaka         | Préfecture d'Osaka     |
| Ligne Kōya              | NK52   | Sumiyoshi-Higashi   | 住吉東       | 6,6             | 5,9             | Tramway d'Osaka : Hankai | Osaka         | Préfecture d'Osaka     |
| Ligne Kōya              | NK53   | Sawanochō           | 沢ノ町       | 7,5             | 6,8             | | Osaka         | Préfecture d'Osaka     |
| Ligne Kōya              | NK54   | Abikomae            | 我孫子前     | 8,1             | 7,4             | | Osaka         | Préfecture d'Osaka     |
| Ligne Kōya              | NK55   | Asakayama           | 浅香山       | 9,4             | 8,7             | | Sakai         | Préfecture d'Osaka     |
| Ligne Kōya              | NK56   | Sakaihigashi        | 堺東         | 11,0            | 10,3            | | Sakai         | Préfecture d'Osaka     |
| Ligne Kōya              | NK57   | Mikunigaoka         | 三国ヶ丘     | 12,5            | 11,8            | JR West : Hanwa | Sakai         | Préfecture d'Osaka     |
| Ligne Kōya              | NK58   | Mozuhachiman        | 舌鳥八幡     | 13,4            | 12,7            | | Sakai         | Préfecture d'Osaka     |
| Ligne Kōya              | NK59   | Nakamozu            | 中百舌鳥     | 14,1            | 13,4            | Nankai : Semboku (interconnexion) Métro d'Osaka : Midōsuji | Sakai         | Préfecture d'Osaka     |
| Ligne Kōya              | NK60   | Shirasagi           | 白鷺         | 15,1            | 14,4            | | Sakai         | Préfecture d'Osaka     |
| Ligne Kōya              | NK61   | Hatsushiba          | 初芝         | 16,6            | 15,9            | | Sakai         | Préfecture d'Osaka     |
| Ligne Kōya              | NK62   | Hagiharatenjin      | 萩原天神     | 17,5            | 16,8            | | Sakai         | Préfecture d'Osaka     |
| Ligne Kōya              | NK63   | Kitanoda            | 北野田       | 19,3            | 18,6            | | Sakai         | Préfecture d'Osaka     |
| Ligne Kōya              | NK64   | Sayama              | 狭山         | 20,2            | 19,5            | | Ōsakasayama   | Préfecture d'Osaka     |
| Ligne Kōya              | NK65   | Ōsakasayamashi      | 大阪狭山市   | 21,8            | 20,5            | | Ōsakasayama   | Préfecture d'Osaka     |
| Ligne Kōya              | NK66   | Kongō               | 金剛         | 22,9            | 22,2            | | Ōsakasayama   | Préfecture d'Osaka     |
| Ligne Kōya              | NK67   | Takidani (ja)       | 滝谷         | 24,6            | 23,9            | | Tondabayashi  | Préfecture d'Osaka     |
| Ligne Kōya              | NK68   | Chiyoda             | 千代田       | 25,9            | 25,2            | | Kawachinagano | Préfecture d'Osaka     |
| Ligne Kōya              | NK69   | Kawachinagano       | 河内長野     | 28,0            | 27,3            | Kintetsu : Nagano | Kawachinagano | Préfecture d'Osaka     |
| Ligne Kōya              | NK70   | Mikkaichichō        | 三日市町     | 29,7            | 29,0            | | Kawachinagano | Préfecture d'Osaka     |
| Ligne Kōya              | NK71   | Mikanodai           | 美加の台     | 31,3            | 30,6            | | Kawachinagano | Préfecture d'Osaka     |
| Ligne Kōya              | NK72   | Chihayaguchi        | 千早口       | 33,2            | 32,5            | | Kawachinagano | Préfecture d'Osaka     |
| Ligne Kōya              | NK73   | Amami (ja)          | 天見         | 34,9            | 34,2            | | Kawachinagano | Préfecture d'Osaka     |
| Ligne Kōya              | NK74   | Kimitōge            | 紀見峠       | 38,6            | 37,9            | | Hashimoto     | Préfecture de Wakayama |
| Ligne Kōya              | NK75   | Rinkan Den'en-Toshi | 林間田園都市 | 39,9            | 39,2            | | Hashimoto     | Préfecture de Wakayama |
| Ligne Kōya              | NK76   | Miyukitsuji         | 御幸辻       | 41,9            | 41,2            | | Hashimoto     | Préfecture de Wakayama |
| Ligne Kōya              | NK77   | Hashimoto           | 橋本         | 44,7            | 44,0            | JR West : Wakayama | Hashimoto     | Préfecture de Wakayama |
| Ligne Kōya              | NK78   | Kii-Shimizu         | 紀伊清水     | 47,8            | 47,1            | | Hashimoto     | Préfecture de Wakayama |
| Ligne Kōya              | NK79   | Kamuro              | 学文路       | 50,4            | 49,7            | | Hashimoto     | Préfecture de Wakayama |
| Ligne Kōya              | NK80   | Kudoyama            | 九度山       | 52,2            | 51,5            | | Kudoyama      | Préfecture de Wakayama |
| Ligne Kōya              | NK81   | Kōyashita           | 高野下       | 54,2            | 53,5            | | Kudoyama      | Préfecture de Wakayama |
| Ligne Kōya              | NK82   | Shimo-Kosawa        | 下古沢       | 55,9            | 55,2            | | Kudoyama      | Préfecture de Wakayama |
| Ligne Kōya              | NK83   | Kami-Kosawa         | 上古沢       | 57,6            | 56,9            | | Kudoyama      | Préfecture de Wakayama |
| Ligne Kōya              | NK84   | Kii-Hosokawa        | 紀伊細川     | 60,6            | 59,9            | | Kōya          | Préfecture de Wakayama |
| Ligne Kōya              | NK85   | Kii-Kamiya          | 紀伊神谷     | 63,0            | 62,7            | | Kōya          | Préfecture de Wakayama |
| Ligne Kōya              | NK86   | Gokurakubashi       | 極楽橋       | 64,5            | 63,8            | Nankai : Funiculaire du mont Kōya | Kōya          | Préfecture de Wakayama |

#### Shiomibashi - Kishinosato-Tamade
| Numéro | Gare               | Nom japonais | Distance depuis Shiomibashi | Correspondances                                                           | Localisation |
| ------ | ------------------ | ------------ | --------------------------- | ------------------------------------------------------------------------- | ------------ |
| NK06-5 | Shiomibashi        | 汐見橋       | 0                           | Hanshin : Namba (à Sakuragawa) Métro d'Osaka : Sennichimae (à Sakuragawa) | Osaka        |
| NK06-4 | Hashiharachō       | 芦原町       | 0,9                         | JR West : Ligne circulaire d'Osaka (à Ashiharabashi)                      |              |
| NK06-3 | Kizugawa           | 木津川       | 1,6                         |                                                                           |              |
| NK06-2 | Tsumori            | 津守         | 2,6                         |                                                                           |              |
| NK06-1 | Nishi-Tengachaya   | 西天下茶屋   | 3,6                         |                                                                           |              |
| NK06   | Kishinosato-Tamade | 岸里玉出     | 4,6                         | Nankai : Nankai                                                           |              |